# Kongó (1877)
Kongó (japonsky: 金剛) byla obrněná korveta z roku 1878 japonského císařského námořnictva. Navržena byla významným námořním konstruktérem Edwardem Jamesem Reedem a postavena byla ve Velké Británii.
Jméno Kongó bylo později dáno i bitevnímu křižniku Kongó (a stejnojmenné třídě) a ještě později třídě moderních torpédoborců japonských námořních sil sebeobrany. Všechna tato jména odkazovala na horu Kongó v prefektuře Ósaka.